# Nagy Károly (labdarúgó, 1938)
Nagy Károly (1938 –) magyar bajnok labdarúgó, hátvéd.

## Pályafutása
1958 és 1961 között a Vasas csapatában játszott, mint hátvéd. Tagja volt az 1960–61-es idényben bajnokságot nyert csapatnak. Az 1961–62-es idényben a Csepel együttesében szerepelt. A következő idényben visszatért a Vasashoz, ahol 1964-ig játszott. Összesen 25 bajnoki mérkőzésen lépett pályára.

## Sikerei, díjai
- Magyar bajnokság
  - bajnok: 1960–61
  - 3.: 1959–60